# Orden der Ehre (Griechenland)

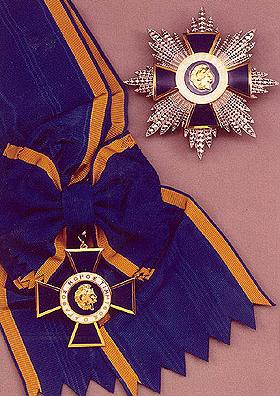
Großkreuz des Ordens der Ehre

Der Orden der Ehre (griechisch Τάγμα Αριστείας της Τιμής) wurde am 18. August 1975 nach dem Ende der Monarchie als Ersatz für den Orden Georgs I. durch den griechischen Staatspräsidenten Konstantinos Tsatsos per Gesetz 106/1975 gestiftet und wird an In- und Ausländer verliehen, die sich auf dem Gebiet der öffentlichen Verwaltung, des Handels und der Industrie sowie der Wissenschaft und Künste Verdienste um die Republik Griechenland erworben haben.

## Klassen
Der Orden besteht aus fünf Klassen.
- Großkreuz
- Großoffizier
- Kommandeur
- Offizier
- Ritter

## Ordensdekoration
Das Ordenszeichen ist ein vergoldetes Silberkreuz mit dunkelblau emaillierten Kreuzarmen. Im Medaillon der nach links gewendete stilisierte Kopf der Athene. Umschlossen ist das Medaillon von einem weiß emaillierten Reif mit der Inschrift Ο ΑΓΑΘΟΣ ΜΟΝΟΣ ΤΙΜΗΤΕΟΣ ‚Nur der Gerechte wird belohnt‘. Rückseitig das Wappen der Republik mit der umlaufenden Inschrift ΕΛΛΗΝΙΚΗ ΔΗΜΟΚΡΑΤΙΑ 1975 ‚Hellenische Republik 1975‘. Die Dekoration des Ritterkreuzes ist ohne Vergoldung.

## Trageweise
Das Großkreuz wird an einer Schärpe von der rechten Schulter zur linken Hüfte sowie mit einem achtstrahligen silbernen Bruststern, auf dem das Ordenszeichen aufliegt, getragen. Großoffiziere und Kommandeure tragen die Auszeichnung als Halsorden, Großoffiziere zusätzlich mit dem Bruststern. Offiziere und Ritter dekorieren das Kreuz am Band auf der linken Brustseite.
Das Ordensband ist dunkelblau mit einem goldgelben Seitenstreifen.

## Sonstiges
Der Orden der Ehre rangiert an zweiter Stelle des griechischen Ordenssystems und der Staatspräsident ist Großmeister des Ordens.